# Giovanni Agostino Perotti
Giovanni Agostino Perotti (ur. 12 kwietnia 1769 w Vercelli, zm. 28 czerwca 1855 w Wenecji) – włoski kompozytor.

## Życiorys
Uczył się u swojego brata, Giovanniego Domenico Perottiego, a następnie u Stanislao Matteiego w Bolonii. W 1795 roku występował w Wiedniu, gdzie grał na klawesynie. W latach 1798–1802 przebywał w Londynie. Po powrocie do Włoch osiadł w Wenecji, gdzie od 1817 roku był kapelmistrzem w bazylice św. Marka. Pisał opery, m.in. La contadina nobile (wyst. Piza 1795). Był też autorem baletów, utworów instrumentalnych i kompozycji religijnych.
Opublikował prace Dissertazione determinare in tutta la sua estensione e con gli opportuni confronti il gusto, e lo stato attuale della musica in Italia (Wenecja 1811), Sugli studii e sulle opere di Benedetto Marcello (Mediolan 1843) i Guida per lo studio del canto figurato (Mediolan 1846).